# Саботинова, Стефка
Стефка Саботинова (болг. Стефка Съботинова; 2 апреля 1930, Розов Кладенец, Старозагорская область — 30 июля 2010, София) — болгарская народная певица, исполнительница фольклорных песен.

## Биография
Долгие годы была солисткой государственного ансамбля «Филип Кутев». Награждена орденом «Стара планина» I степени. В начале 1970-х годов вступила в болгарский государственный радио-телевизионный хор Le Mystère des Voix Bulgares. Мировую известность принесла ей в 1994 году песня «Притури се планината» («Обсыпалась гора») в аранжировке Жака Аноа. Певица выпустила два самостоятельных диска и один дуэтный альбом с певицей Тинкой Пешевой.
Стефка Саботинова умерла 30 июля 2010 года от инсульта на 80-м году жизни в Софии.